# Peter Gan
Peter Gan (Pseudonym), geboren als Richard Möring, (* 4. Februar 1894 in Hamburg; † 6. März 1974 ebenda) war ein deutscher Schriftsteller, Verlagslektor und Übersetzer.

## Leben
Richard Möring war Sohn des Rechtsanwaltes Guido Möring (1860–1946) und der niederländischen Sängerin Wia Möring (1862–1940), geb. Dikema. Er besuchte von 1903 bis 1911 in Hamburg die Gelehrtenschule des Johanneums, 1911 das Lyceum Alpinum Zuoz und legte 1912 am Gymnasium Donaueschingen das Abitur ab. Er studierte 1912/13 an der Universität Oxford. Von 1914 bis 1918 war er Soldat im Ersten Weltkrieg. Von 1919 bis 1924 absolvierte Möring ein Studium der Rechtswissenschaft an den Universitäten Marburg, Bonn und Hamburg. In Hamburg wurde er mit der Dissertation über Rechtsabsolutismus, Rechtsrelativismus und ihre methodische Vereinigung zum Dr. jur. promoviert. Es folgte ein Studium von drei Semestern der Anglistik bei Emil Wolff sowie der Philosophie bei Ernst Cassirer.
1926 erschienen erste literarische Veröffentlichungen unter dem Pseudonym Peter Gan. Von 1927 bis 1929 arbeitete er als freier Schriftsteller und als Korrespondent der Frankfurter Zeitung in Paris. Von dort kehrte Peter Gan nach Berlin zurück, wo eine Freundschaft mit dem Kunsthistoriker Paul Ortwin Rave begann. In Berlin war Gan ein Mitarbeiter der Zeitschrift Atlantis, die im Atlantis Verlag erschien. In diesem Verlag konnte Peter Gan seit 1935 seine Gedichte veröffentlichen.

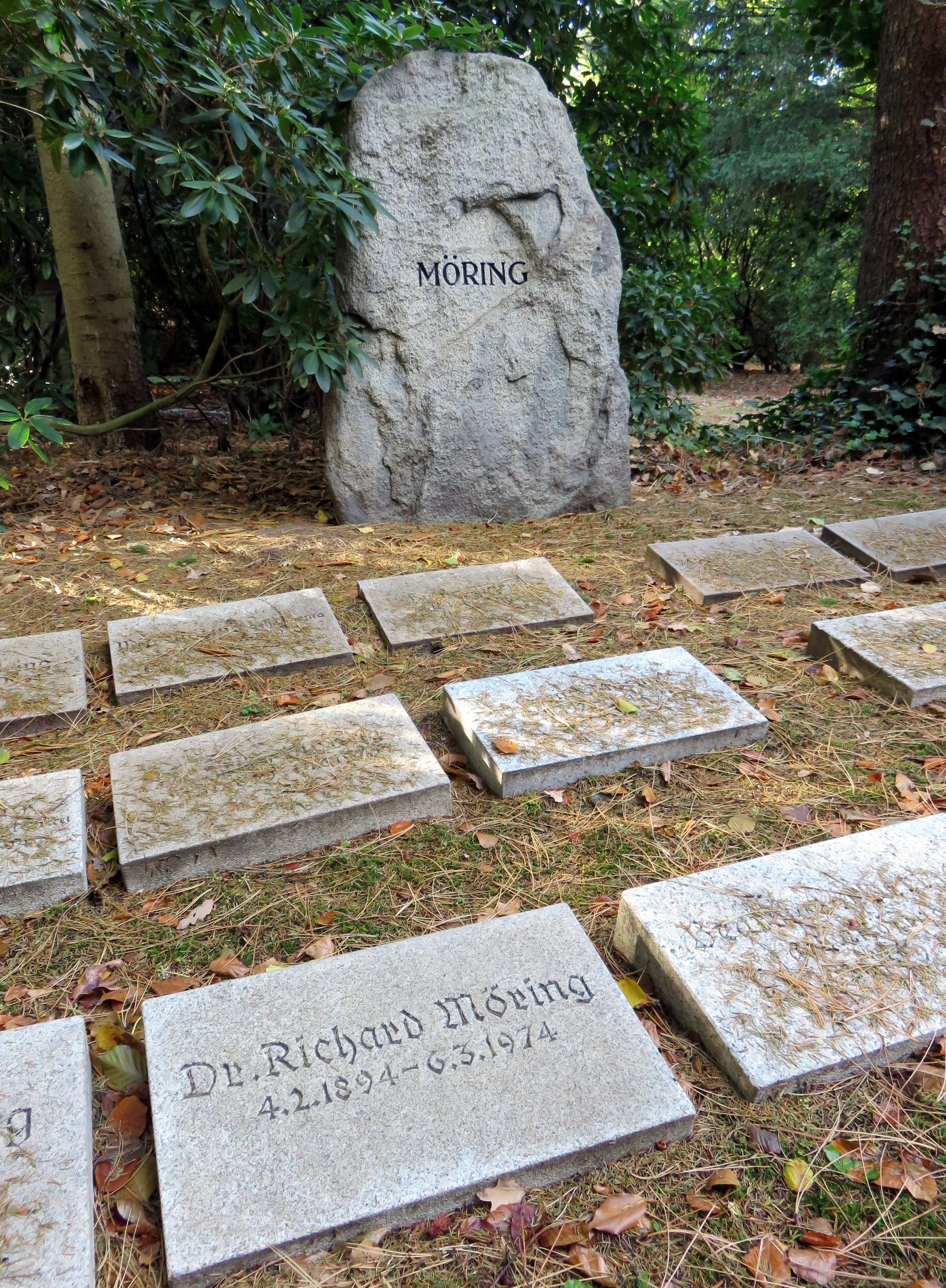
Kissenstein für Richard Möring auf dem Familiengrab auf dem Friedhof Ohlsdorf

Unmittelbar nach der Verlagsgründung durch Henry Goverts und Eugen Claassen war Gan seit 1935 als Übersetzer für die beiden Hamburger Verleger tätig: Als erstes Buch erschien in dem neuen Verlag der Titel Frau Orpha der belgischen Schriftstellerin Marie Greves (1883–1975). Die Übersetzung des französischen Romans Madame Orpha ou la sérénade de mai ins Deutsche besorgte Peter Gan.
Während des nationalsozialistischen Regimes emigrierte Peter Gan im Jahr 1938 nach Paris. Nach dem Ausbruch des Zweiten Weltkriegs wurde er im Mai 1940 in Albi interniert. Im Oktober 1940 folgte die Verlegung in das Internierungslager Gurs. Aus diesem Lager gelang Gan im November 1942 die Flucht nach Spanien, wo er jedoch im Militärgefängnis Jaca inhaftiert wurde. Nach der Entlassung fand er in Madrid bei den Quäkern eine Beschäftigung. Von 1946 bis 1958 lebte er wieder in Paris. Zu seinem Freundeskreis gehörten Ernst Bertram, Emanuel Hirsch, Wilhelm Uhde und Hans Reichel.
1958 kam Peter Gan nach Hamburg zurück. In der Nachkriegszeit arbeitete er wiederum als Übersetzer literarischer Werke aus dem Englischen und Französischen. Peter Gan wurde auf dem Familiengrab Möring auf dem Ohlsdorfer Friedhof in Hamburg im Planquadrat AA 11 südlich der Norderstraße beigesetzt.

## Position
Peter Gan galt als literaturgeschichtlicher Einzelfall, der sich an sechs Bücher orientieren wollte „Genesis, Ilias, Odyssee, Kants drei Kritiken; darüber hinaus das Neue Testament“. Ein Skeptiker gegenüber Sprache und Region, „je länger man Gan liest, um so irritierender wird die Frage nach seiner Religiosität. […] Der Bibelkenner scheint den schmalen Weg der Skepsis zu gehen, die sich spontaner Glaubenswahrheit nicht verschließt: Auf diese hellhörige Spannung sind seine Gedichte gestimmt.“ Seine Gedichte, virtuose Spielereien mit alten Versformen, zeugen von sokratischer Ironie, Bescheidenheit und Melancholie. Er hatte mit Sinngedichten begonnen, deren Empfindungsreichtum sich in allegorischen Ausweitungen, gedanklichen Umkreisungen einer Konfiguration ausdrückte. Seine Altersgedichte waren konkreter. Er wies selbst oft auf seine Unzeitgemäßheit hin und überließ die Gegenwart lieber „Kreisen, die robuster sind“.
Vorschlag zur Güte

Dem Gestern fest verbunden,

dem Morgen zugetan,

das Heute heiß empfunden,

und giessen Wut und Wahn

Gift in unsere Wunden.

aus Holunderblüte, in: Gesammelte Werke, Band 1, S. 235.
„Es ist kein Zweifel, daß Peter Gan die heitersten, lustigsten Gedichte seit Morgenstern geschrieben hat, sprühende und knisternde Gebilde in denen die Erdenschwere zauberisch aufgehoben erscheint; dicht daneben stehen jene anderen, die nicht minder kunstvoll auf dunkeln Grund gezogen sind, von dem sich ihre zarte, dem Spiel nie ganz entfremdete Liniatur abhebt.“ (Max Rychner)
In der Laudatio zum Johann-Heinrich-Voß-Preis heißt es: "Aber hier wäre ganz rasch auch einem Mißverständnis vorzubeugen, das Gan-Moering in den Verdacht des flotten Federfuchsers nehmen wollte. Wenn er es mit der Sprache treibt, so lässt er sich doch gleichzeitig auch von ihr treiben. »Ich komm beim Dichten manchmal nicht zu Wort«, heißt es einmal bei ihm."

## Mitgliedschaften
- PEN-Zentrum Deutschland
- Freie Akademie der Künste in Hamburg
- Deutsche Akademie für Sprache und Dichtung

## Auszeichnungen
- 1953: Ehrengabe des Kulturkreises der deutschen Wirtschaft im BDI e. V.[8]
- 1956: Ehrenpreis der Bayerischen Akademie der Schönen Künste
- 1962: Ehrengast der Villa Massimo.
- 1967: Alexander-Zinn-Preis, Hamburg
- 1973: Johann-Heinrich-Voß-Preis für Übersetzung, Darmstadt[9]

## Veröffentlichungen

### Lyrik
- 1935: Die Windrose. Atlantis, Berlin/Zürich.
- 1936: Ausgewählte Gedichte. Heinrich Ellermann, Hamburg.
- 1949: Die Holunderflöte. Atlantis, Zürich/Freiburg im Breisgau.
- 1956: Schachmatt. Atlantis, Zürich/Freiburg im Breisgau.
- 1956: Preis der Dinge. Insel Verlag, Wiesbaden (Insel-Bücherei, 628/1).
- 1961: Die Neige. Atlantis, Zürich/Freiburg im Breisgau.
- 1965: Das alte Spiel. Atlantis, Zürich/Freiburg im Breisgau.
- 1970: Soliloquia. Atlantis, Zürich/Freiburg im Breisgau.
- 1974: Die Herbstzeitlose. Postum. Atlantis, Zürich/Freiburg im Breisgau.

### Essays
- 1935: Von Gott und der Welt. Ein Sammelsurium. Atlantis, Berlin/Zürich.
- 1952: Helmut Kolle.

### Übersetzungen
- 1935: Marie Gevers: Frau Orpha. Ein flämischer Roman. H. Goverts, Hamburg.
- 1938: Herman Melville: Billy Budd. H. Goverts, Hamburg.
- 1938: Claire Sainte-Soline: Antigone oder Roman auf Kreta. Roman. H. Goverts, Hamburg.
- 1938: Richard Hughes: Von dienstag bis Dienstag. Eine Seegeschichte. Gemeinsam mit Alfred Newman. Fischer, Berlin.
- 1938: Elizabeth Madox Roberts: Kentucky, große Weide. Roman. Fischer, Berlin.
- 1938: Harold Nicolson: Rose und Sporn. Portrait eines Vizekönigs. Fischer, Berlin.
- 1947: Eric Linklater: Wind im Mond. Kindergeschichte. Atlantis, Zürich.
- 1949: Jean Gabus: Die drei Gesichter Afrikas. Walter, Olten.
- 1949: Caryll Houselander: Das verfehlte Wunder.
- 1950: Evelyn Waugh: Tod in Hollywood. Roman. Arche, Zürich.
- 1951: Evelyn Waugh: Helena. Nymphenburger Verlagshandlung.
- 1951: Duff Cooper: Kennwort Unternehmen Heartbreak. Scherz & Goverts, Stuttgart/Hamburg.
- 1951: Carson McCullers: Das Mädchen Frankie.
- 1952: Claire Sainte-Soline: Spinne im Netz.
- 1952: Robert Burton: Schwermut der Liebe. Manesse, Zürich.
- 1953: Claire Sainte-Soline: Monsieur hat immer recht.
- 1953: Ludwig Bemelmans: Incognito durch Frankreich und Paris. Übersetzung gemeinsam mit Wolfgang Kürger. Rowohlt, Hamburg.
- 1953: Louise de Vilmorin: Madame de... Mit Zeichnungen von Eva Schwimmer. Biederstein, München.
- 1954: Henry James: Die sündigen Engel. Gemeinsam mit Luise Laporte. Biederstein, München.
- 1954: Claude Rostand: Gespräche mit Darius Milhaud. Claassen & Goverts, Hamburg.
- 1954: Albert Camus: Hochzeit des Lichts.
- 1955: Arnold Lunn: Geliebte Berge.
- 1955: Jean Giono: In Italien, um glücklich zu sein.
- 1955: Jean Schlumberger: Kardinal Retz.
- 1955: Charles Langbridge Morgan: Morgenbrise.
- 1956: R. A. W. Hughes: Hurrikan im Karibischen Meer.
- 1956: Margery Sharp: Fannys Brautfahrt.
- 1956: David Cecil: Lord M.
- 1956: Marguerite Yourcenar: Alexis oder der vergebliche Kampf.
- 1958: Carson McCullers: Der Soldat und die Lady.
- 1958: Roger Vailland: Hart auf hart.
- 1959: Chinua Achebe: Okonkwo oder Das Alte stürzt.
- 1961: Louise de Vilmorin: Belles Amours.
- 1966: Carson McCullers: Spiegelbild im goldenen Auge.
- 1968: Marguerite Yourcenar: Der Fangschuss.

### Werkausgabe
- Gesammelte Werke (Veröffentlichungen der Deutschen Akademie für Sprache und Dichtung Darmstadt Bd. 70). Herausgegeben von Friedhelm Kemp. 3 Bände. Wallstein, Göttingen 1997:
  - Band 1: Die Windrose – Die Holunderflöte – Schachmatt.
  - Band 2: Die Neige – Das alte Spiel – Soliloquia – Herbstzeitlose – Nachlese.
  - Band 3: Von Gott und der Welt – Fragment über Fragmente – Prosa und Übertragungen.